# Leopoldskerkje (Gulpen)
Het Leopoldskerkje was een kerkgebouw in Gulpen in de gemeente Gulpen-Wittem in de Nederlandse provincie Limburg. Het kerkje stond aan de Kiebeukel.
Het kerkje was een Waterstaatskerk (Leopoldskerkje) en leek sterk op drie andere Belgische protestantse Waterstaatskerken die gebouwd zijn in Beek (Protestantse Kerk), Heerlen (Hervormde Kerk) en Meerssen (Leopoldskerkje). Thans rest hier alleen de nog de begraafplaats, waar aan de vorm van het grasveld nog te zien is wat de precieze plek van het kerkje is geweest.
Ongeveer 70 meter zuidelijker staat er sinds 1924 de Sint-Petruskerk die de vervanger is van de 200 meter noordoostelijker gelegen Sint-Petruskerk waarvan alleen nog de romaanse kerktoren rest.

## Geschiedenis
Gulpen, vanouds deel uitmakend van het land van 's-Hertogenrade, was sinds het Partagetraktaat van 1661 deel geworden van Staats-Overmaas, waardoor de protestanten hier dezelfde rechten verkregen als de katholieken. In 1663 werd er de Nederduits(ch) Gereformeerde Kerkelijke Gemeente gesticht door protestanten die deels uit de Spaans geworden gebieden van 's-Hertogenrade afkomstig waren. De eerste voorganger was dominee J.B. van Dijck. De Gulpense protestanten beschikten niet over een eigen kerkgebouw, maar maakten onder het simultaneum samen met de katholieken gebruik van de oude parochiekerk. Deze situatie bestond ook elders in Staats-Overmaas en leidde in veel gevallen tot frictie tussen beide geloofsgemeenschappen..
In de 18e eeuw werd er aan de Kiebeukel een hervormde begraafplaats ingericht.
In 1816 werd de naam van de gemeente gewijzigd in Nederlands Hervormde Kerk.
In 1830 moesten de protestanten op zoek naar een eigen kerkgebouw toen er een einde kwam aan het simultaneum toen hen het gebruik van de kerk werd ontzegd onder invloed van de Belgische Opstand. Vanaf 1830 werden daarom de diensten eerst in de pastorie gehouden.
In 1837 werd aan de Kiebeukel het nieuwe kerkgebouw ingewijd. De kerk was tot stand gekomen door bemiddeling van koning Leopold I en het kerkje werd gebouwd onder toezicht van het Belgische Ministerie van Waterstaat. Architect was H. Konings uit Roermond.
In 1846 kreeg het Leopoldskerkje een nieuw orgel, gebouwd door de Gebr. Müller uit de Duitse plaats Reifferscheid. Dit orgel is bewaard gebleven in de nieuwe kerk.
In de jaren 1950 bleek dat het kerkje te klein was als gevolg van de toestroom van toeristen in de zomermaanden. Er werd toen een nieuwe hervormde kerk in Gulpen gebouwd: de Toeristenkerk. Deze ligt direct achter de oude kerk en begraafplaats op een lager gelegen perceel.
In 1965 bleek dat het Leopoldskerkje was verzakt en de balken waren vermolmd. In 1967 werd het Leopoldskerkje gesloopt.

## Opbouw
Het eenbeukig kerkgebouw bestond uit een schip met drie traveeën en een driezijdige sluiting. De buitengevels waren voorzien van pilasters. Vlak achter de voorgevel bevond zich op het dak een dakruiter.

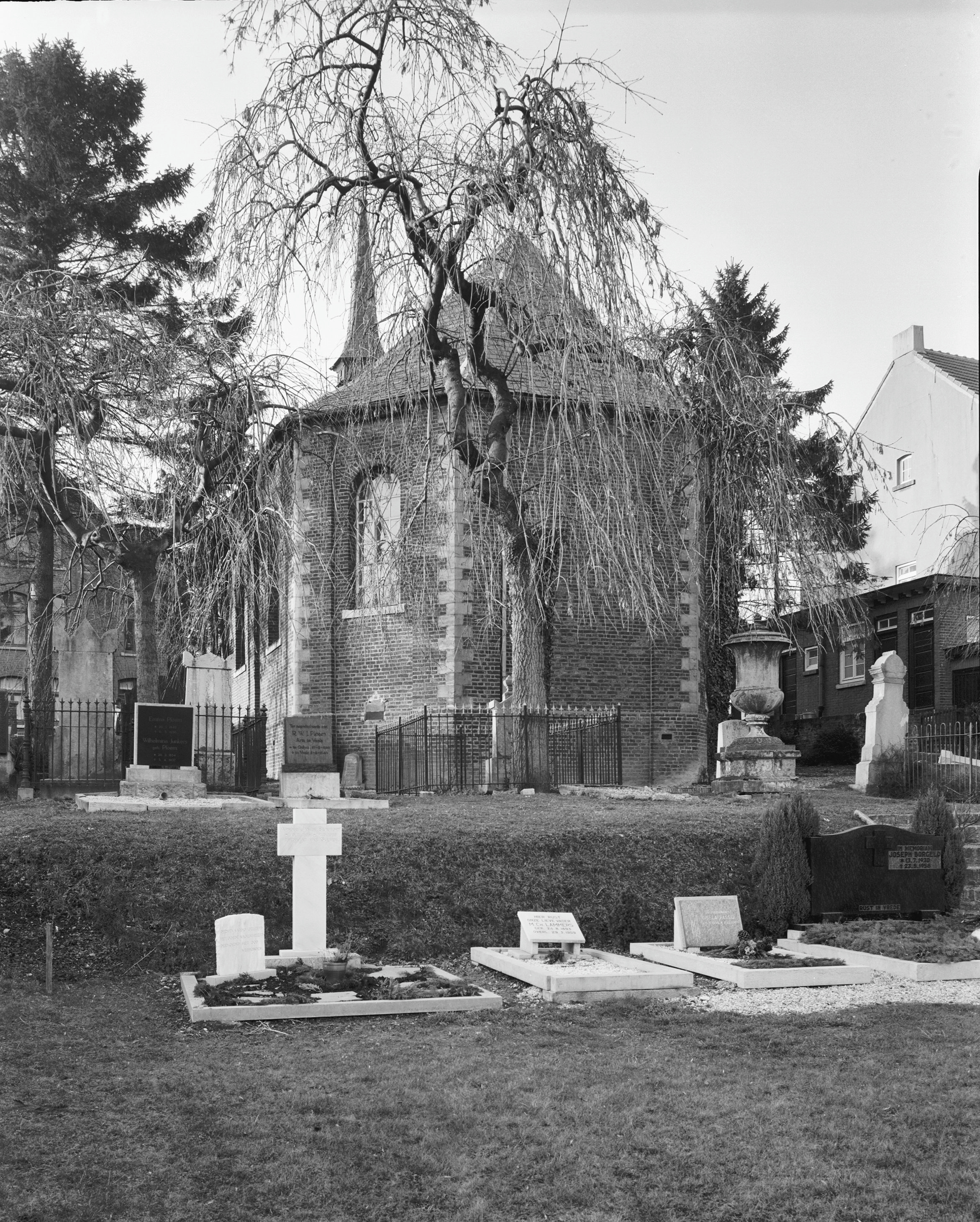
Koor en kerkhof in 1965
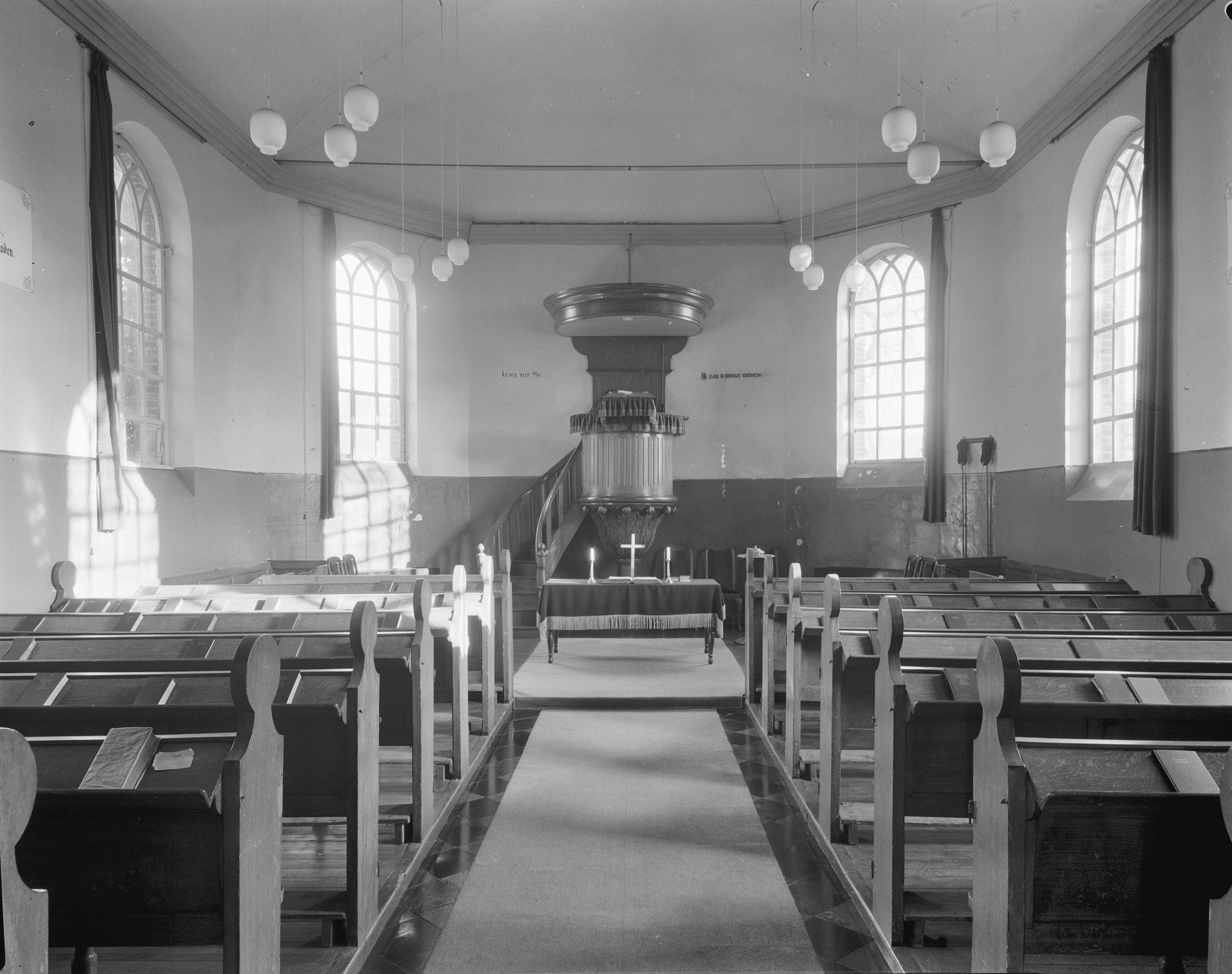
Zicht op het koor, 1965
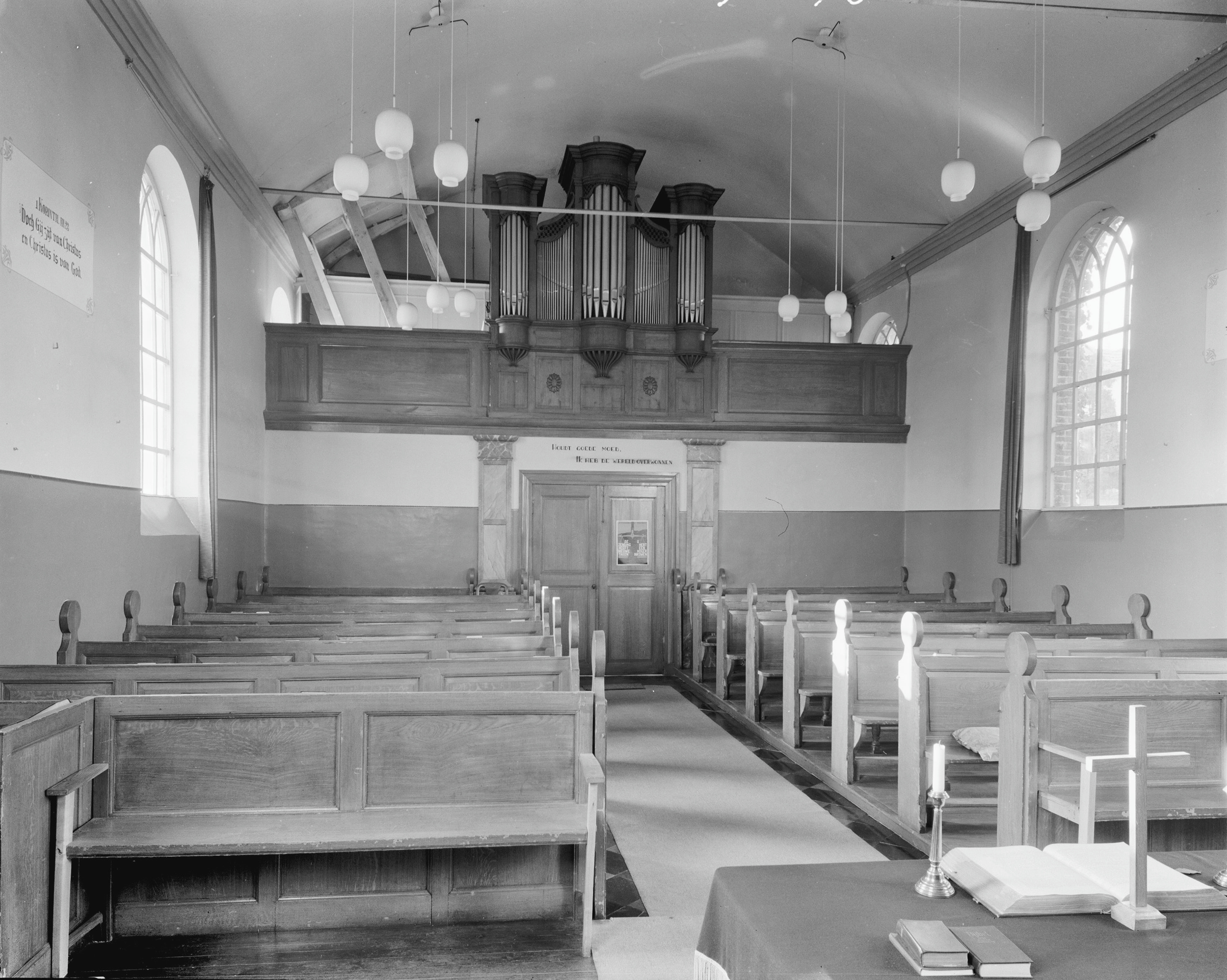
Zicht op het orgel, 1965
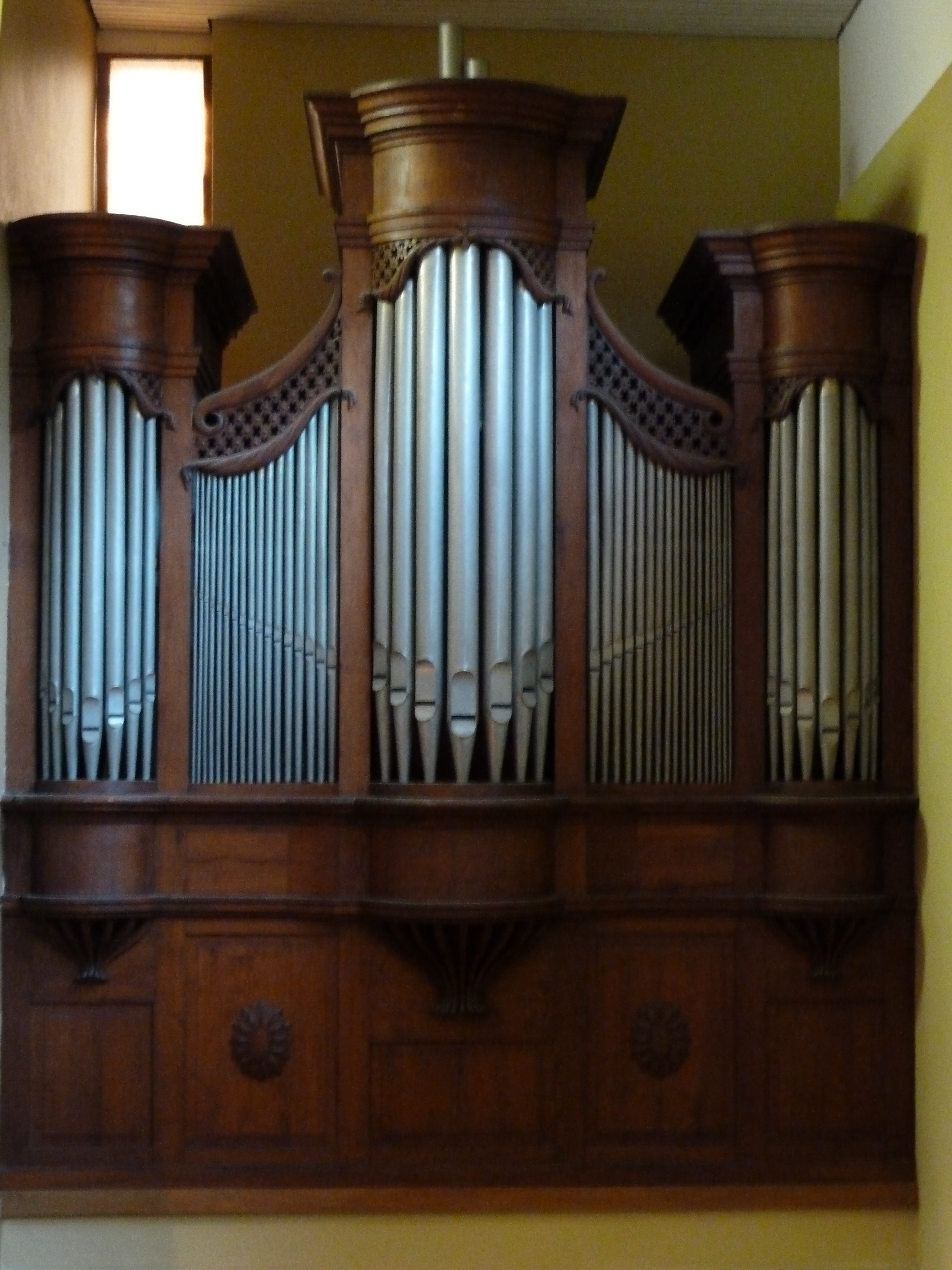
Bewaard gebleven Müller-orgel